# Hemligheten i deras ögon
Hemligheten i deras ögon (originaltitel: El secreto de sus ojos) är en argentinsk thrillerfilm från 2009. Filmen är regisserad av Juan José Campanella som även skrivit manus tillsammans med Eduardo Sacheri. Manuset är baserat på Sacheris roman La pregunta de sus ojos. I rollerna finns bland andra Ricardo Darín, Soledad Villamil och Guillermo Francella.
Filmen har vunnit flera priser, bland annat en Oscar i kategorin Bästa utländska film vid Oscarsgalan 2010.

## Handling
Den pensionerade utredaren Benjamin Esposito börjar skriva på en roman om ett fall från det förflutna. En ung kvinna våldtogs och mördades, men trots att man hittade mördaren, blev fallet aldrig löst.

## Rollista
- Ricardo Darín – Benjamín Espósito
- Soledad Villamil – Irene Hastings
- Guillermo Francella – Pablo Sandoval
- Pablo Rago – Ricardo Morales
- Javier Godino – Isidoro Gómez
- Mariano Argento – Romano
- Carla Quevedo – Liliana Coloto
- José Luis Gioia – Inspector Báez